# Monarca (serie televisiva)
Monarca è una serie televisiva messicana creata e prodotta da Diego Gutiérrez.
La prima stagione è stata distribuita il 13 settembre 2019 su Netflix. La seconda stagione è stata pubblicata il 1º gennaio 2021 da Netflix. In Italia, le stagioni sono disponibili dalle stesse date, ma soltanto in lingua originale sottotitolate in italiano. 
La trama ruota attorno a un magnate miliardario che produce la tequila e alla sua famiglia nel mondo corrotto delle élite imprenditoriali messicane piene di scandali e violenze.

## Trama
La serie racconta la storia della famiglia Carranza e di come ha raggiunto il potere attraverso la corruzione. La fortuna di questa potente famiglia è stata generata attraverso l'impero di tequila che possiedono, con il quale hanno alimentato un sistema corrotto che inizierà una battaglia contro l'azienda stessa, quando qualcuno deciderà di mettere fine al suo potere.

## Episodi
| Stagione         | Episodi | Pubblicazione Messico | Pubblicazione Italia |
| ---------------- | ------- | --------------------- | -------------------- |
| Prima stagione   | 10      | 2019                  | 2019                 |
| Seconda stagione | 8       | 2021                  | 2021                 |

## Produzione
A luglio 2018, Netflix ha dichiarato in un comunicato stampa che le riprese di Monarca sarebbero iniziate in autunno e ha annunciato che le società produttrici sarebbero state Ventanarosa di Salma Hayek, Lemon Studios e Stearns Castle. La piattaforma ha comunicato anche che lo showrunner sarebbe stato Diego Gutiérrez.
L'anteprima della serie si è tenuta l'11 settembre 2019 presso l'Antico Collegio di Sant'Ildelfonso a Città del Messico. L'attrice e produttrice Salma Hayek ha organizzato la presentazione.